# IC 434
IC 434 – obszar H II oraz mgławica emisyjna znajdująca się w konstelacji Oriona. Została odkryta 1 lutego 1786 roku przez Williama Herschela. Mgławica ta znajduje się za Mgławicą Koński Łeb i ją rozświetla.